# Métro d'Oran
Le métro d'Oran est un projet de réseau ferroviaire de transport urbain de type métro destiné à desservir les communes d'Oran et de Bir El Djir.

## Histoire
Le projet du métro d'Oran est lancé en 2008, sa construction est alors prévue pour 2014. La phase 1 d'une longueur de 10,8 km devrait commencer au sud est d'Oran à Haï Badr puis traverser Haï Mouahidine avant d'être en correspondance avec le tramway d'Oran à Sidi El Bachir puis de desservir la gare SNTF ainsi que le siège de la wilaya d'Oran ; le métro continuera ensuite au nord est de la ville à Haï Mactaa et Gambetta pour finalement longer le boulevard Millénium et arriver à Bir El Djir.
En janvier 2014, lors de la présentation de l'étude technique non finalisée, il est annoncé qu'un avis d'appel d'offres international sera lancé pour le premier tronçon, après la finalisation de l'étude technique. La première tranche doit avoir une longueur de 12,8 kilomètres pour 13 stations et l'ouerture est alors estimée à l'horizon 2020.
En mars 2014, le directeur des transports de la Wilaya, en présence des représentants du maitre d'ouvrage l'« Entreprise du Métro d'Alger » (EMA), indique que l'étude technique est finalisée : le coût prévu est de 138 milliards de dinars algériens (environ 1,3 milliard d'euros) pour une longueur totale de 19,3 kilomètres et environ 20 stations. L'ouverture du chantier est alors prévue pour la fin de l'année 2014 pour une première tranche allant du stade Bouakeul, à l'ouest de la ville, au rond-point du siège de la Wilaya vers l'est.
Mais le chantier n'a jamais démarré et, en 2024, dix ans après les dernières annonces, le projet de métro est toujours au point mort.